# Dewoitine D.338
Dewoitine D.338 — французский цельнометаллический трёхмоторный пассажирский авиалайнер, разработанный и производившийся компанией Dewoitine во второй половине 1930-х годов.

## История
D.338 был развитием предыдущего лайнера, созданного компанией Dewoitine, D.333, но с убирающимся шасси и несколько увеличившимися габаритами. Первый полёт прототипа с бортовым номером F-AOZA состоялся в 1936 году.
Пассажировместимость самолёта в зависимости от маршрута могла составлять 12, 15, 18 или 22 человек; в перелётах на Дальний Восток использовались салоны класса люкс с раскладными сиденьями, преобразуемыми в спальные места.

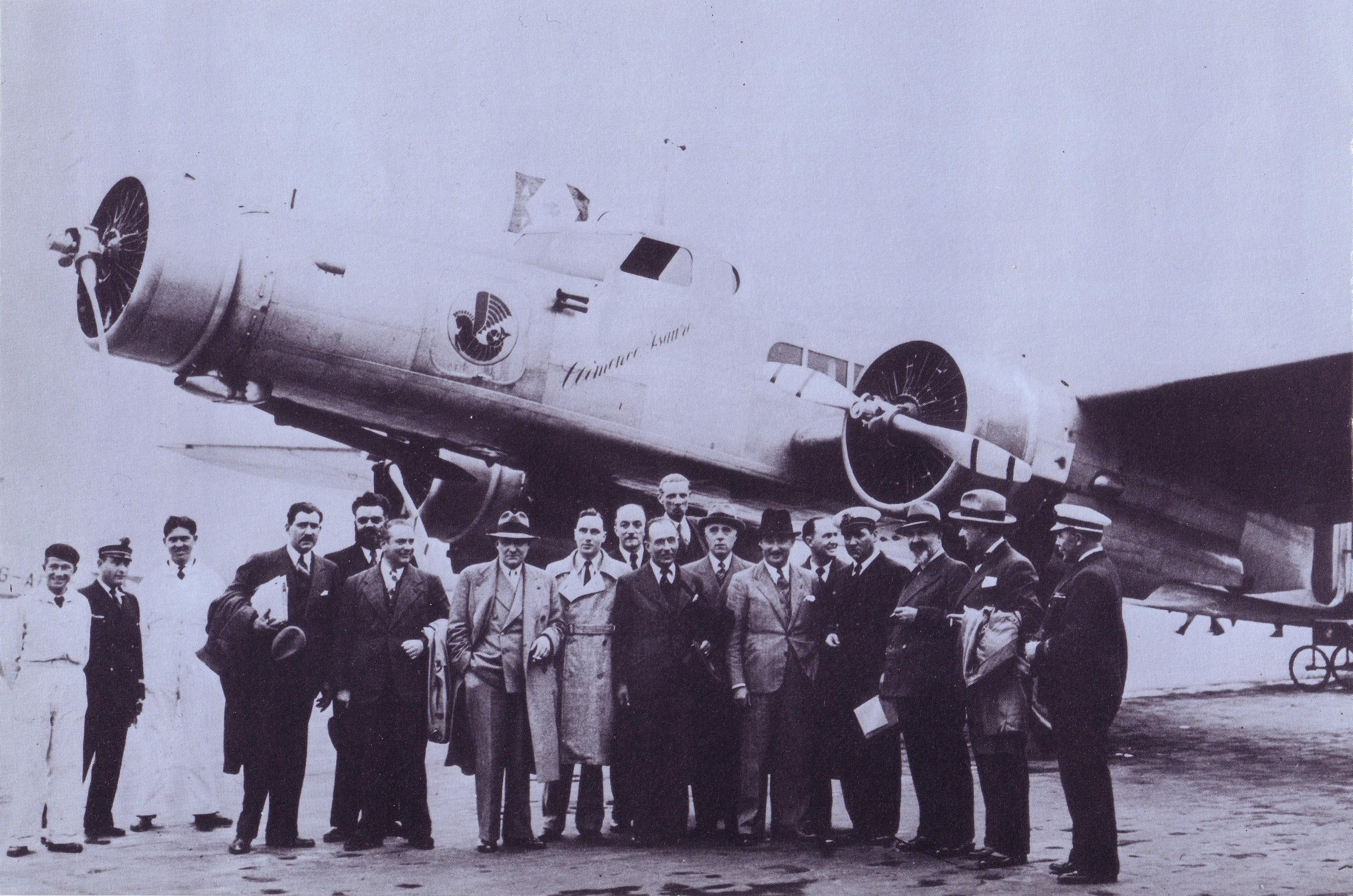

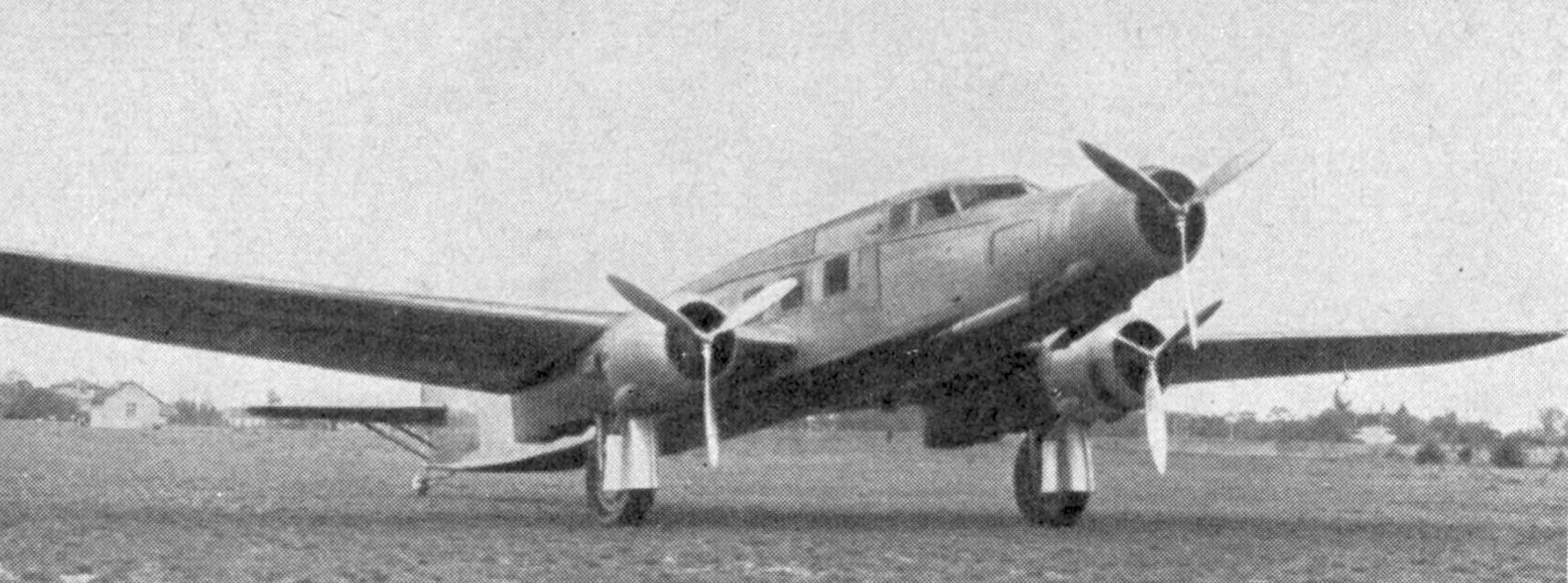
Фото Dewoitine D.620 из журнала L’Aerophile за февраль 1936 года

## Эксплуатация
D.338, имевший репутацию достаточно надёжного, применялся компанией Air France, кроме европейских рейсов, для полётов в заморские территории Франции, в том числе на Ближнем Востоке, в Индокитае и Южной Америке.
С началом войны несколько самолётов были переданы в ВВС для оснащения эскадрилий дальнемагистральных самолётов SALC 1\110. После перемирия Air France было разрешено возобновить коммерческие полёты; В период с мая по июль 1941 года, во время сирийской кампании против Союзных войск ВВС Виши снова реквизировали 18 D.338 с гражданскими экипажами для усиления транспортной авиагруппы WG II/15. Они установили воздушный мост между Францией и Сирией (через занятые немцами промежуточные аэродромы в Греции и на островах Эгейского моря). 3 или 4 D.338 были уничтожены в ходе налётов Союзной авиации, а ещё три оказались в ВВС «Свободной Франции»
1 февраля 1943 года 8 самолётов были переданы немецкой компании «Lufthansa». Однако, их эксплуатация сперва застопорилась из-за планировавшейся модернизации, а после бомбардировки Союзниками Тулузы 5 апреля 1944 года и вовсе стала невозможной.
Пережившие войну 9 самолётов несколько месяцев использовались на линии Париж—Ницца.

## Модификации
D.338
Основная серийная модификация, построено 30 экземпляров.
D.342
В 1939 году построен 1 самолёт с улучшенными обводами и 682-сильными двигателями Gnome-Rhône 14N, вмешавший 24 пассажира. Передан Air France в 1942 году (F-ARIZ), спустя полгода эксплуатации разбился близ Амёр-эль-Айн (Алжир).
D.620
Развитие проекта D.338: установлены 656-сильные двигатели Gnome-Rhône 14Krsd с нагнетателем, вместимость 30 пассажиров; построен 1, в эксплуатацию не поступал, предположительно разобран.

## Лётно-технические характеристики

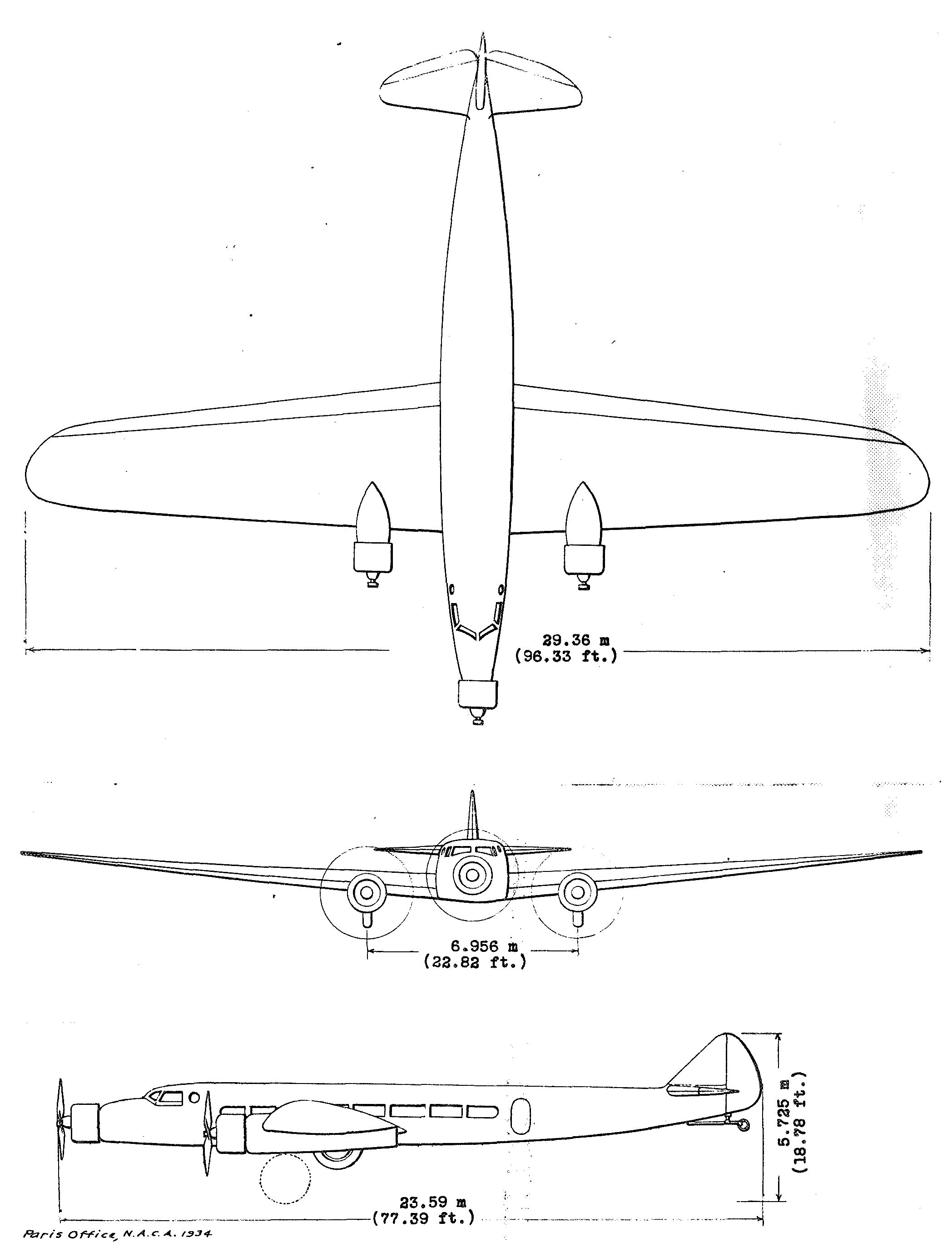
Схема D.620

| (D.338):                   |                                               |
| Параметр                   | Показатель                                    |
| Длина, м                   | 22,13                                         |
| Размах крыла, м            | 29                                            |
| Высота хвоста, м           | 5,57                                          |
| Площадь крыла, м²          | 80                                            |
| Двигатели                  | три Hispano-Suiza 9V-16 / Hispano-Suiza 9V-17 |
| Мощность                   | 3×650 л. с.                                   |
| Макс. скорость, км/ч       | 301                                           |
| Крейсерская скорость, км/ч | 260                                           |
| Дальность полёта, км       | 1950                                          |
| Фюзеляж                    | узкий                                         |
| Высота полёта, м           | 4900                                          |
| Взлётный вес, кг           |                                               |
| Макс. взлётный вес, кг     | 11150                                         |

## Операторы
Франция
- Air France
- ВВС Франции
- Lignes Aériennes Militaires (LAM) — в годы войны D.338 FL-AQB Belfort и FL-ARI Verdun (ранее F-AQBD и F-ARIE, соответственно) Свободной Франции выполняли полёты из Бейрута в Браззавиль, Французское Конго; FL-ARI был разрушен во время вынужденной посадки.

 Германия
- Lufthansa: компании были переданы 7 трофейных D.338.

 Аргентина
- ВВС Аргентины 5 мая 1943 года получили 2 D.338: F-AQBT Ville de Chartres (переименован в T 170) и F-AQBR Ville de Pau (T 171), которые эксплуатировались в составе 2-й Авиатранспортной Группы (база Эль Паломар) до конца 1940-х годов.

## Аварии и катастрофы
За время эксплуатации было потеряно 6 самолётов Dewoitine D.338.
| Дата       | Бортовой номер | Место аварии                  | Жертвы | Краткое описание |
| ---------- | -------------- | ----------------------------- | ------ | --- |
| 23.03.1938 | F-AQBB         | Корсави (30 км от Перпиньяна) | 8/8    | Борт Air France на маршруте Дакар — Касабланка — Оран — Тулуза — Париж в условиях плохой видимости (снег) врезался в гору и взорвался.           |
| 02.05.1939 | F-ARIC         | Аргана                        | 9/9    | Разбился во время перелёта из Дакара в Касабланку из-за внезапного обледенения.                                                                  |
| 20.06.1940 | F-ARTD         | [[Уистреам\| Уистреам]]       | 1/3    | По ошибке сбит французским истребителем (по другим данным подбит зениткой), дополнительно повреждён во время вынужденной посадки; погиб радист). |
| 07.07.1940 | F-AQBA         | Тонкинский залив              | 4/4    | Сбит японским истребителем. |
| 11.10.1940 | F-AQBJ         | Карновиль                     | 3/3    | Самолёт, выполнявший рейс Ниамей — Котону врезался в гору. По другим данным, катастрофа произошла 10 октября.                                    |
| 1940       | F-AQBH         | Индокитай                     | 0/н.д. | Обстоятельства потери неизвестны. |